# L'Âme-sœur (série télévisée)
Pour les articles homonymes, voir L'Âme-sœur.
L'Âme-sœur est une série télévisée humoristique québécoise en 64 épisodes de 25 minutes, scénarisée par Georges Dor et diffusée entre le 16 septembre 1985 et le 7 avril 1987 sur le réseau TVA.

## Synopsis
« L'Âme sœur » raconte l'histoire d'amour qui se tisse entre une directrice d'agence de rencontres et un fleuriste.

## Fiche technique
- Scénarisation : Georges Dor
- Réalisation : Gaétan Bénic, Roger Legault et Paul Lepage
- Société de production : Télé-Métropole

## Distribution
- Danielle Bissonnette : Marie-Ange Labonté
- Pierre Labelle : Albert Laprise
- Michel Noël : Charles-Auguste Labonté
- Rita Bibeau : Albertine Laprise
- René Caron : Nazaire Labonté
- Denise Proulx : Angèle Dulac
- Jean Brousseau : Paul-Henri Navarre
- Gaétan Labrèche : Gérard de Rigaud
- Chantal Perrier : Nathalie Lajoie
- Nicole Blackburn : Estelle Renaud
- Claude Blanchard : Policier Laframboise
- Deano Clavet : Louis Labranche, alias le Kid
- Johanne Fontaine : Mona
- Catherine Jalbert : Anne Bellerose
- Alain Montpetit : François Jobert
- Robert Bouchard : Noé
- Nicole Chalifoux : Noëlla
- Edgar Fruitier : Philippe Brocard
- Muriel Berger : Patricia
- Marc Labrèche : Charles de Rigaud / Pierre Jean
- Marc Legault : rôle inconnu
- Fabienne Dor : Odile
- Robert Lavoie : Jean-Paul Lebrun
- Robert Maltais : Fabrice Des Landes
- Monique Chabot : Laurence Beauregard
- Raymond Bouchard : M. Beaulieu
- Françoise Lemieux : Mme Lalumière
- Claude Grisé : M. Labranche
- Normand Lévesque : M. Delasoie
- Patrick Peuvion : Alphonse Durand
- Marie Fresnières : Cliente de l'agence
- Yvan Canuel : Ministre
- Gilles Cloutier : Homme louche